# TCF Bank
TCF Bank es una filial bancaria, propiedad de TCF Financial Corporation, una compañía bancaria con sede en Wayzata, Minnesota. 
En diciembre de 2013,  TCF Bank tenía alrededor de 430 sucursales en Minnesota, Illinois, Míchigan, Colorado, Wisconsin, Indiana, Arizona y Dakota del sur.

## Historia

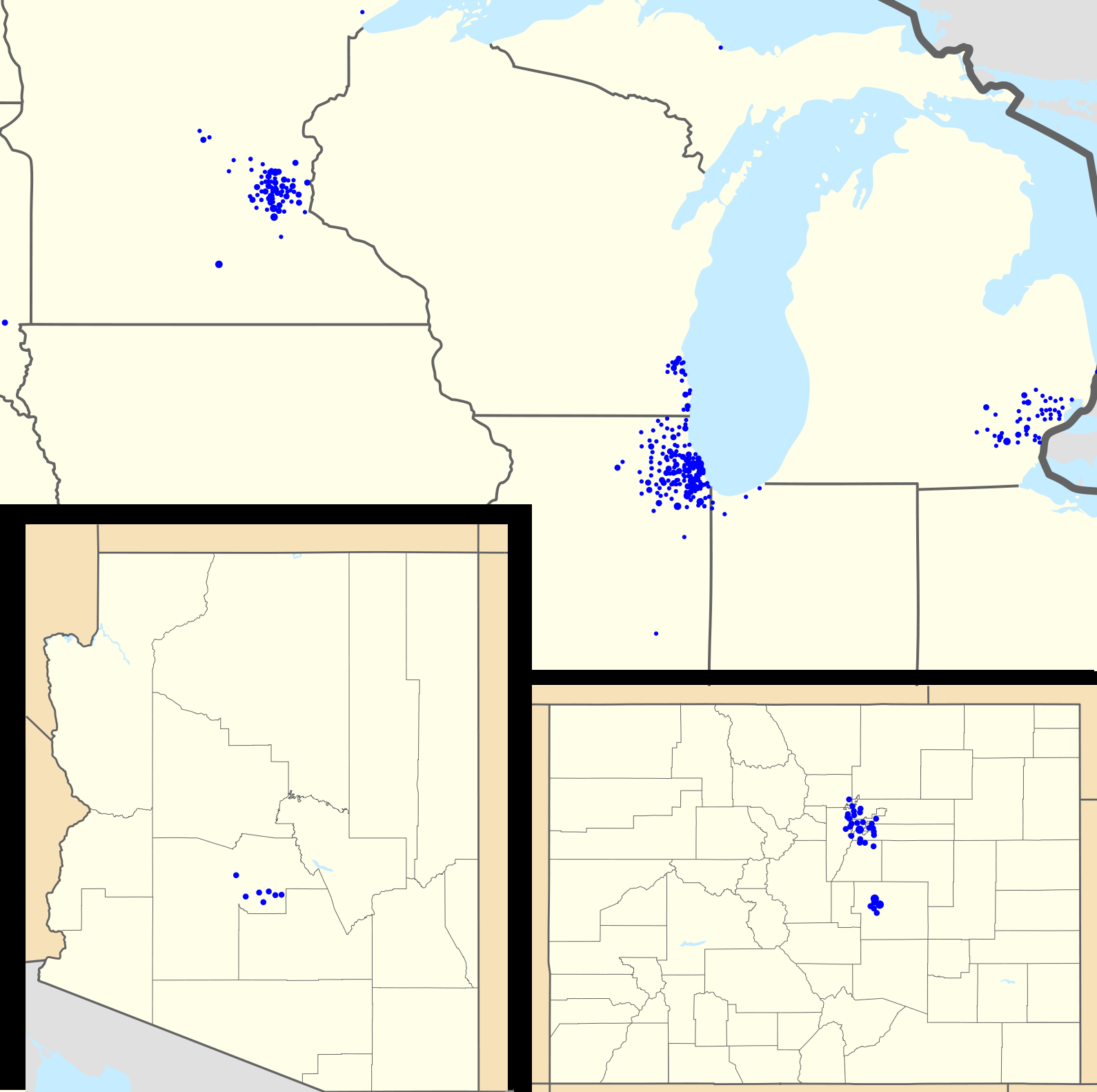
TCF branch footprint. Top: Estados Unidos midwest, Lower Left: Arizona & Lower Right: Colorado.

TCF Bank inició en 1923 como Twin City Building and Loan Association.  La compañía salió a la bolsa en 1986 bajo el nombre de TCF Banking and Savings, F.A. (TCF Bank). A pesar de algunas adquisiciones bancarias como la de Great Lakes Bancorp y Standard Financial, TCF Bank ha crecido principalmente hacia una nueva expansión.

## Localizaciones

### Minnesota
TCF Bank fue fundado en Minneapolis. Con aproximadamente 110 sucursales en el área, continua con gran fuerza en las ciudades aledañas y dentro de las tiendas Cub Foods.
TCF Bank opera sucursales en sociedad con la Universidad de Minessota, incluyendo los campus Duluth, Minnesota|Duluth y St. Cloud State University.

### Illinois
TCF Bank opera 192 localidades en el área metropolitana de Chicago, incluyendo las sucursales localizadas dentro de las tiendas Jewel-Osco .

### Indiana
TCF Bank opera una sucursal en Indiana del Norte.

### Wisconsin
TCF Bank opera 25 sucursales en Wisconsin.

### Míchigan

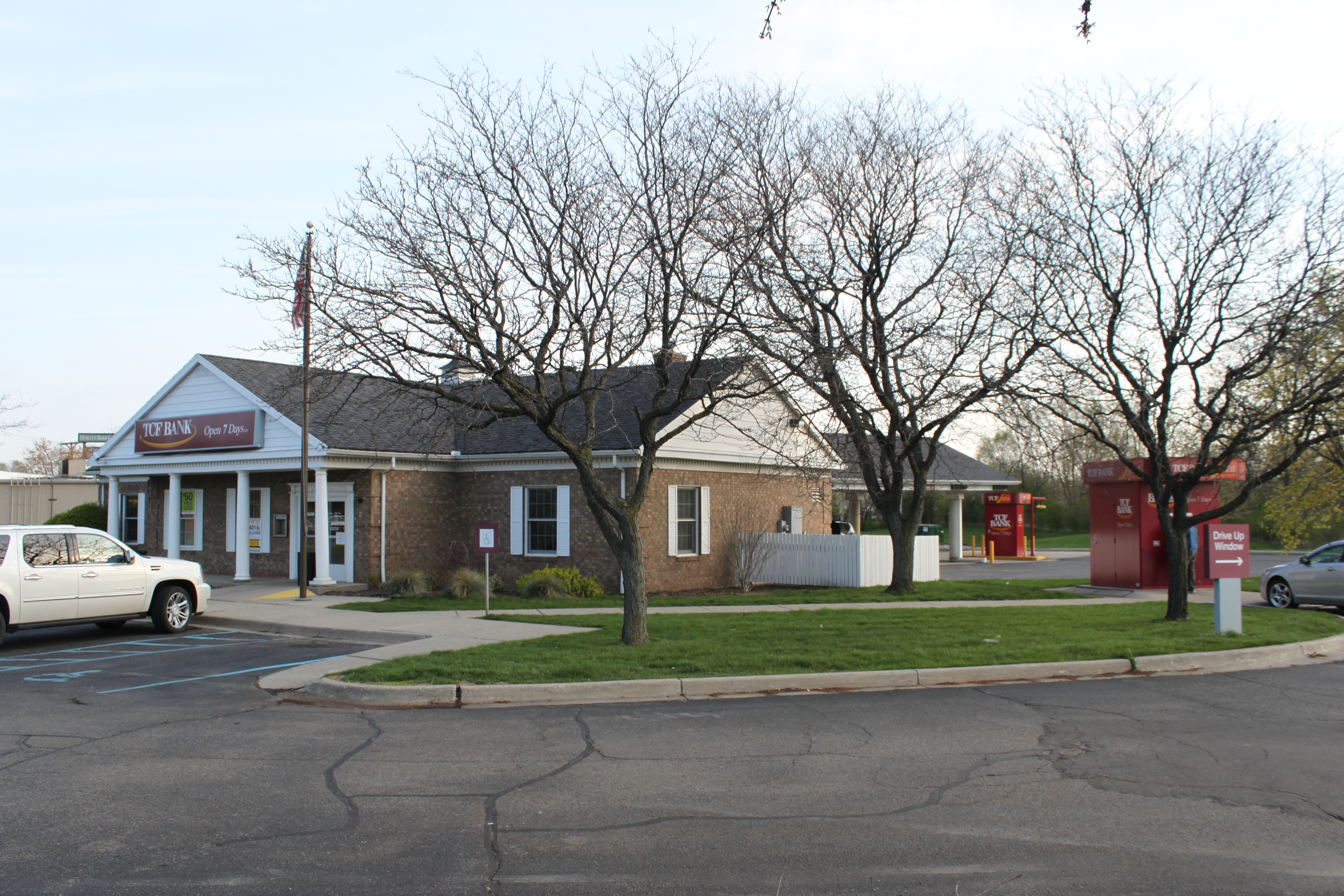
TCF branch, Ypsilanti, MI

TCF Bank opera 38 sucursales alrededor de Míchigan.
En 1995 TCF incrementaron su presencia en Míchigan adquiriendo Great Lakes National Bank. Desde 1995 hasta 1998, las sucursales de TCF Bank operaron bajo el nombre de Great Lake National Bank.
En 2002, la universidad de Míchigan anunció que TCF Bank había sido nombrado el proveedor de servicios para los estudiantes, la facultad y el equipo.
En 2005, TCF Bank anunció la venta de sus oficinas de Míchigan y se trasladaron a Ann Arbor, Míchigan.
En noviembre de 2006 , TCF anuncio la venta de sus sucursales en Battle Creek, Bay City, y Saginaw. Con la venta, las sucursales de Míchigan se volvieron a concentrar en el sur de Míchigan.

### Colorado
TCF tiene 36 sucursales en los alrededores de Denver, área metropolitana y Colorado.

### Arizona
La primera sucursal de TCF abierta en Mesa, Arizona fue el 13 de diciembre de 2006, ahora operan siete sucursales en el estado de Arizona. 

### Dakota del Sur
TCF Bank traslado sus oficinas a Sioux Falls, al sur de Dakota en 2009.  TCF tiene dos sucursales en Sioux Falls.

## Ejecutivos
- Presidente y Consejero Delegado: [ [ William A. Cooper ] ]
- Vicepresidente de Desarrollo Corporativo: [ [ Barry N. Winslow ] ]
- Vicepresidente de Financiamiento , Operaciones y Finanzas: [ [ Thomas F. Jasper ] ]
- Vicepresidente de Préstamos: [ [ Craig R. Dahl ] ]
- Vicepresidente Ejecutivo y Director Financiero: [ [ Michael S. Jones ] ]
- Vicepresidente Ejecutivo y Director de Operaciones: [ [ Earl D. Stratton ] ]

## Controversia
En 2010 , el Banco TCF fue demandado con cargos por sobregiro . < Ref> http://minnesota.publicradio.org/display/web/2010/09/08/tcf-lawsuit-debit-cards < / ref > Algunas prácticas salieron a luz, incluido el procesamiento de transacciones de cantidad más alta por primera vez con el fin de drenar las cuentas de los clientes más rápido, lo que permite TCF para luego aumentar el número de total de los cargos por sobregiro de cada una de las cantidades más pequeñas que quedan , así como el cobro de tarifas por sobregiro a diario en lugar de plantear una tarifa plana . En 2011, el TCF Bank cambió su política de sobregiro para incluir una cuota de 28 dólares al día. After public backlash, the bank reversed its policy in 2012.
En 2013 TCF se evaluó una multa de $ 10 millones por violar la Ley de Secreto Bancario . < Ref> http://www.occ.gov/news-issuances/news-releases/2013/nr-occ-2013-18a.pdf < / ref> Esto fue resultado de su falta de presentación de informes de actividades sospechosas en el momento oportuno .

## TCF Bank Stadium
El 24 de marzo de 2005, TCF Bank y la [ [ Universidad de Minnesota ] ] anunció que el banco aportaría 35 millones dólares durante un período de 25 años hacia un estadio de fútbol al aire libre en el campus propuesto, a cambio de los derechos del nombre . El acuerdo original expiraba 31 de diciembre de 2005 , pero se prorrogó hasta el 30 de junio de 2006. El proyecto de ley que autoriza el estadio fue convertida en ley por el gobernador el 24 de mayo de 2006, y el estadio abrió oficialmente sus puertas para el fútbol Gopher inaugural partido de la temporada 2009 , que se celebró el 12 de septiembre , 2009.